# محمد العزعزي
محمد أحمد محمد العزعزي (1970م)، لاعب كرة قدم يمني سابق، من أبناء نادي المجد سابقًا، 22 مايو حاليًا (تأسس نادي 22 مايو عام 2001م وضم نادي المجد والزهرة).
بدأ حياته الكروية باللعب مع نادي المجد ناشئًا، ثم انتقل إلى الفريق الأول للنادي، ثم لعب لنادي الزهرة كما، لعب لنادي اهلي صنعاء، ونادي أهلي الحديدة، والذي شارك في تصفيات كأس آسيا في الإمارات وسجل هدفين في مرمى نادي الشباب الإماراتي.
سجل أول هدف دولي له في مرمى منتخب الكويت الوطني للناشئين في تصفيات كأس العالم للناشئين عام 1988م.
خاض أكثر 45 مباراة دولية مع المنتخب، ولدية في رصيده 15 هدفًا دوليًا، وأهدافه مع الاندية التي لعب معها في الدوريات المحلية 110 هدف حصل على جائزة هداف الدوري في موسم 1993م - 1994م.
تجربته الاحترافية لم تكتمل مع نادي الشمال القطري في صيف 1994م بسبب الحرب التي قامت في اليمن قبل موعد السفر بأسبوع مما صعب السفر وتغيبه عن توقيع العقد.